# Uplifter
Uplifter es el noveno álbum de estudio de la banda estadounidense de rock alternativo, 311, que fue publicado el 2 de junio de 2009 por Volcano Entertainment. Fue grabado entre 2008 y 2009 en los estudios The Hive en North Hollywood, Los Ángeles, California.
Es el primer álbum de la banda después de casi cuatro años, la brecha más larga entre álbumes en la carrera de 311. Uplifter fue producido por Bob Rock, quien ha producido y diseñado álbumes de numerosos artistas, como Metallica, Aerosmith, Mötley Crüe, Bon Jovi, The Cult, Our Lady Peace y The Offspring.
El álbum debutó en la posición número 3 en la lista de Billboard 200, su posición más alta hasta la fecha.

## Lanzamiento
El primer sencillo del álbum, «Hey You», se envió a las estaciones de radio para su difusión el 7 de abril de 2009 y se lanzó oficialmente el 10 de abril del mismo año.
Antes de la fecha de lanzamiento oficial, Uplifter se transmitió en su totalidad (incluidas las pistas de la edición de lujo) en la página de Myspace de la banda y se presentó en Playlist.com.

## Recepción
Uplifter ha recibido reacciones mixtas de los críticos. Andrew Leahey de AllMusic le dio una crítica generalmente favorable y dijo que Uplifter «es una mezcla pulida de himnos dignos de una gira y baladas más ligeras que parecen destinadas a funcionar mejor en concierto que en un disco».
Hablando respecto a las letras, Laina Dawes de Consequence of Sound dijo que «no busques ninguna sabiduría perspicaz aquí. Por otra parte, ¿qué tan importantes son las letras en este género, o incluso en esta era moderna de Britney Spears? y Lady Gaga? En comparación con esas cosas, esto es pura poesía».
Colin Moriarty de IGN revisó cada una de las canciones de Uplifter una por una. Dijo que mientras algunos muestran que 311 está madurando musicalmente, todavía hay canciones para los fanáticos incondicionales. Moriarty señaló que su canción favorita del álbum era «Get Down», y dijo: «con canciones con un mensaje y un sonido de rap-rock contundente, estas se han vuelto cada vez más raras desde los días de Soundsystem y From Chaos, y 'Get Down' es ciertamente una adición bienvenida a la lista de canciones de Uplifter».
The Record Review señaló que «después de un par de lanzamientos algo mediocres (Evolver de 2003 y Don't Tread on Me de 2005) y una pausa prolongada posterior, 311 ha regresado con un disco lleno de vida».

## Lista de canciones
| CD    |                            |                                           |                         |          |  |
| N.º   | Título                     | Letras                                    | Voz principal           | Duración |  |
| 1.    | «Hey You»                  | Nick Hexum, SA Martinez                   | Nick Hexum, SA Martinez | 3:56     |  |
| 2.    | «It's Alright»             | Hexum, Martinez, Aaron Wills              | Hexum                   | 3:35     |  |
| 3.    | «Mix It Up»                | Hexum                                     | Hexum                   | 2:54     |  |
| 4.    | «Golden Sunlight»          | Hexum, Tim Mahoney, Martinez, Chad Sexton | Hexum, Martinez         | 4:30     |  |
| 5.    | «India Ink»                | Hexum                                     | Hexum                   | 3:37     |  |
| 6.    | «Daisy Cutter»             | Hexum                                     | Hexum                   | 3:54     |  |
| 7.    | «Too Much Too Fast»        | Hexum, Martinez                           | Hexum, Martinez         | 3:53     |  |
| 8.    | «Never Ending Summer»      | Hexum, Sexton, Wills                      | Hexum                   | 4:05     |  |
| 9.    | «Two Drops in the Ocean»   | Hexum, Martinez                           | Hexum, Martinez         | 3:47     |  |
| 10.   | «Something Out of Nothing» | Hexum, Martinez                           | Martinez, Hexum         | 4:25     |  |
| 11.   | «Jackpot»                  | Hexum, Martinez, Sexton                   | Hexum, Martinez         | 3:54     |  |
| 12.   | «My Heart Sings»           | Hexum                                     | Hexum                   | 4:23     |  |
| 46:54 |                            |                                           |                         |          |  |

| iTunes Exclusive Track |                                                            |                 |                 |          |  |
| N.º                    | Título                                                     | Letras          | Voz principal   | Duración |  |
| 13.                    | «How Long Has It Been» (Track 15 en iTunes Deluxe Edition) | Hexum, Martinez | Hexum, Martinez | 3:13     |  |
| 50:07                  |                                                            |                 |                 |          |  |

| Amazon Exclusive Track |                    |                         |                 |          |  |
| N.º                    | Título             | Letras                  | Voz principal   | Duración |  |
| 13.                    | «Sun Come Through» | Hexum, Martinez, Sexton | Hexum, Martinez | 3:27     |  |
| 50:21                  |                    |                         |                 |          |  |

| Deluxe Edition |                  |                         |                 |          |  |
| N.º            | Título           | Letras                  | Voz principal   | Duración |  |
| 13.            | «I Like the Way» | Hexum, Martinez, Sexton | Hexum, Martinez | 4:00     |  |
| 14.            | «Get Down»       | Hexum, Martinez, Sexton | Hexum, Martinez | 5:06     |  |
| 65:00          |                  |                         |                 |          |  |

| Lanzamiento como archivo de compilación |                     |        |               |          |  |
| N.º                                     | Título              | Letras | Voz principal | Duración |  |
| 17.                                     | «Simplify»          | Hexum  | Hexum         | 5:15     |  |
| 18.                                     | «Week of Saturdays» | Hexum  | Hexum         | 3:22     |  |

## Personal
Créditos adaptados de las notas del álbum.
| 311 - Nick Hexum – vocalista principal, guitarra, teclados - SA Martinez – voces - Chad Sexton – batería, percusión, coros - Tim Mahoney – guitarra, coros - Aaron Wills – bajo, coros Músico de soporte - Adam Merrin – piano en «Too Much Too Fast» - Native Wayne Jobson – narración en «Never Ending Summer» | Producción - Bob Rock – productor, mezclador - Eric Helmkamp – ingeniero - Giff Tripp – ingeniero asistente - Jason Walters – Gerente de estudio Hive - George Marino – masterización |

## Posicionamiento en listas
| Lista (2009)                                  | Mejor posición |
| --------------------------------------------- | -------------- |
| Estados Unidos (Billboard 200)                | 3              |
| Estados Unidos (Billboard Rock Albums)        | 2              |
| Estados Unidos (Billboard Digital Albums)     | 3              |
| Estados Unidos (Billboard Alternative Albums) | 2              |